# Maike Ziech
Maike Ziech (10 settembre 1993) è una judoka tedesca.

## Palmarès
- Universiadi

Gwangju 2015: bronzo nei -78kg;
Taipei 2017: bronzo nei -78kg.
- Campionati europei under 23:

Breslavia 2014: oro nei -78kg.
- Campionati europei juniores:

Porec 2012: oro nei -78kg.
- Campionati europei cadetti:

Capodistria 2009: argento nei -70kg.

### Vittorie nel circuito IJF
| Data          | Località | Paese   | Categoria |
| ------------- | -------- | ------- | --------- |
| 11 marzo 2018 | Agadir   | Marocco | Gran Prix |